# Tolpia argentescens
Tolpia argentescens är en fjärilsart som beskrevs av George Francis Hampson 1912. Tolpia argentescens ingår i släktet Tolpia och familjen nattflyn. Inga underarter finns listade i Catalogue of Life.